# Harum Scarum (album)
Harum Scarum (in Europa pubblicato anche come Harem Holiday) è il 19° album in studio di Elvis Presley, pubblicato nel 1965 negli Stati Uniti, contenente la colonna sonora del film Avventura in Oriente, da lui interpretato.

## Produzione
Le sedute di registrazione si tennero nello studio B della RCA a Nashville, Tennessee, il 24, 25, e 26 febbraio 1965. Il disco raggiunse la posizione numero 8 nella classifica Top Pop Albums di Billboard negli Stati Uniti. 
Dall'album non fu estratto nessun singolo.
I musicisti Charlie McCoy e Kenneth Buttrey che parteciparono alle sessioni per il disco, erano reduci dalle sedute di registrazione per l'album Blonde on Blonde di Bob Dylan. Andando da Elvis, ebbero la sensazione di entrare in un universo parallelo data la grande disparità tra il materiale registrato da Presley, banali canzonette commerciali da film, e le poesie surreali messe in musica da Dylan. A tal proposito McCoy disse in seguito: «Non ho problemi a sostenere che Elvis affrontasse con entusiasmo il materiale propostogli, era un professionista e faceva sempre del suo meglio. Quello che era deludente era proprio il genere di canzoni che gli veniva offerto all'epoca!»

## Tracce

### Lato 1
1. Harem Holiday (Peter Andreoli & Vince Poncia) - 2:18
2. My Desert Serenade (Stanley J. Gelber) - 1:47
3. Go East Young Man (Bernie Baum, Bill Giant, Florence Kaye) - 2:16
4. Mirage (Joy Byers) - 2:25
5. Kismet (Sid Tepper & Roy C. Bennett) - 2:08

### Lato 2
1. Shake That Tambourine (Bernie Baum, Bill Giant, Florence Kaye) - 2:02
2. Hey Little Girl (Bernie Baum, Bill Giant, Florence Kaye) - 2:15
3. Golden Coins (Bernie Baum, Bill Giant, Florence Kaye) - 1:54
4. So Close Yet So Far (Joy Byers) - 3:01
5. Animal Instinct (Bernie Baum, Bill Giant, Florence Kaye) - 2:13
6. Wisdom of the Ages (Bernie Baum, Bill Giant, Florence Kaye) - 1:55

### Ristampa in CD del 2003 (serieFollow that Dream)
1. Harem Holiday - 2:19
2. My Desert Serenade - 1:49
3. Go East Young Man - 2:30
4. Mirage - 2:28
5. Kismet - 2:11
6. Shake That Tambourine - 2:05
7. Hey Little Girl - 2:17
8. Golden Coins - 1:57
9. So Close, Yet So Far (From Paradise) - 3:04
10. Animal Instinct - 2:14
11. Wisdom Of The Ages - 1:58
12. My Desert Serenade (Take 7) - 2:15
13. Hey Little Girl (Takes 1-2) - 2:56
14. Shake That Tambourine (Takes 7-8) - 2:38
15. Golden Coins (Takes 3-4) - 2:19
16. Kismet (Takes 1-2) - 2:42
17. Animal Instinct (Takes 1, 3-4) - 5:17
18. So Close, Yet So Far (From Paradise) (Take 1) - 3:26
19. Shake That Tambourine (Takes 10, 16) - 3:04
20. Hey Little Girl (Take 3) - 2:40
21. My Desert Serenade (Takes 2-3) - 2:13
22. Golden Coins (Takes 7-8) - 2:23
23. Harem Holiday (Takes 1-2) - 3:18
24. Wisdom Of The Ages (Take 3) - 2:04
25. Shake That Tambourine (Takes 18-21) - 3:11

## Formazione
- Elvis Presley - voce
- The Jordanaires - cori
- Rufus Long - flauto
- Ralph Strobel - oboe
- Scotty Moore, Grady Martin, Charlie McCoy - chitarra elettrica
- Floyd Cramer - pianoforte
- Henry Strzelecki - basso
- D. J. Fontana, Kenny Buttrey - batteria
- Hoyt Hawkins - tamburello
- Gene Nelson - congas